# Ольховцы (Ивано-Франковская область)
Ольховцы (укр. Вільхівці) — село в Чернелицкой поселковой общине Коломыйского района Ивано-Франковской области Украины.
Население по переписи 2001 года составляло 628 человек. Занимает площадь 10,84 км². Почтовый индекс — 78113. Телефонный код — 03430.